# Reprezentacja Słowacji w piłce nożnej mężczyzn
Reprezentacja Słowacji w piłce nożnej pierwszy mecz międzypaństwowy zagrała w 1939 roku. Do 1944 wystąpiła jeszcze szesnaście razy. Później, aż do 1992 roku, piłkarze słowaccy grali w barwach Czechosłowacji.
Słowacki Związek Piłkarski powstał w 1938 roku. Od 1994 roku jest członkiem FIFA, a od 1993 – UEFA.
W 1992 roku Słowacja znów pojawiła się na piłkarskiej mapie Europy. W kolejnych kwalifikacjach do finałów mistrzostw świata i Europy (Słowacy zaczęli występy międzynarodowe od eliminacji do Euro 1996) drużyna nie odniosła sukcesu.
Jednak futbol słowacki cały czas się rozwija, o czym świadczyć może awans (po wyeliminowaniu Celtiku i Partizanu Belgrad) Petržalki do Ligi Mistrzów w sezonie 2005-06 oraz udany start reprezentacji w eliminacjach do Mundialu 2006. Podopieczni Dušana Galisa wyprzedzili w grupie m.in. Rosję i pierwszy raz w historii awansowali do barażów, w których przegrali z Hiszpanią (1:5 i 1:1). Niedługo potem następcą Dušana Galisa na stanowisku selekcjonera reprezentacji Słowacji został Ján Kocian. Jego z kolei w 2008 roku zastąpił Vladimír Weiss.
14 października 2009 wygrywając w Chorzowie z Polską (0:1) zapewniła sobie udział w Mistrzostwach Świata 2010 w RPA. Na turnieju zespół prowadzony przez Vladimira Weissa po nieoczekiwanym zwycięstwie 3:2 z broniącymi wówczas tytułu mistrza świata Włochami, remisie z Nową Zelandią 1:1 i porażce z Paragwajem 0:2 awansowali do drugiej rundy gdzie przegrali z przyszłymi wicemistrzami świata Holandią.
W 2012 roku Vladimir Weiss rozstał się z reprezentacją. Jego następcą został Ján Kozák. Poprowadził on Słowaków w nieudanych dla nich eliminacjach do Mistrzostw Świata w Brazylii. W kolejnych eliminacjach, do Mistrzostw Europy 2016 we Francji, Słowacy zajęli w swojej grupie eliminacyjnej (Hiszpania, Ukraina, Białoruś, Luksemburg, Macedonia) drugie miejsce, dzięki czemu zdołali awansować do turnieju finałowego.
Na Euro 2016 reprezentacja Słowacji znalazła się w grupie B razem z Walią, Anglią i Rosją. Po jednym zwycięstwie (z Rosją 2:1), jednym remisie (z Anglią 0:0) i jednej porażce (z Walią 1:2) z czterema punktami na koncie awansowali oni z trzeciego miejsca do 1/8 finału. Spotkali się tam z reprezentacją Niemiec, z którą przegrali 0:3, odpadając z turnieju.
Do eliminacji MŚ 2018 Słowacy przystąpili grając w grupie F razem z Anglią, Szkocją, Słowenią, Litwą i Maltą. Mimo zajęcia drugiego miejsca (18 punktów po sześciu zwycięstwach i czterech porażkach) nie zdołali ostatecznie zakwalifikować się do baraży (odjęto im sześć punktów za mecze z drużyną Malty).
Pierwszy sezon nowo powstałej Ligi Narodów 2018 Słowacja rozpoczęła w Dywizji B. Po dwóch porażkach z Ukrainą 0:1 i Czechami 1:2 Ján Kozák zrezygnował z prowadzenia kadry narodowej. Tymczasowo zastąpił go Štefan Tarkovič. Po kilku dniach słowacki związek ogłosił, że nowym selekcjonerem zostanie były trener Zagłębia Lubin, Czech Pavel Hapal.

## Eliminacje doMistrzostw Europy w Piłce Nożnej 2020

### Grupa E
| Zespół      | Pkt | M | W | R | P | Br+ | Br− | +/− |
| ----------- | --- | - | - | - | - | --- | --- | --- |
| Chorwacja   | 17  | 8 | 5 | 2 | 1 | 17  | 7   | +10 |
| Walia       | 14  | 8 | 4 | 2 | 2 | 10  | 6   | +4  |
| Słowacja    | 13  | 8 | 4 | 1 | 3 | 13  | 11  | +2  |
| Węgry       | 12  | 8 | 4 | 0 | 4 | 8   | 11  | -3  |
| Azerbejdżan | 1   | 8 | 0 | 1 | 7 | 5   | 18  | -13 |

|             | Chorwacja | Walia | Słowacja | Węgry | Azerbejdżan |
| ----------- | --------- | ----- | -------- | ----- | ----------- |
| Chorwacja   | X         | 2:1   | 3:1      | 3:0   | 2:1         |
| Walia       | 1:1       | X     | 1:0      | 2:0   | 2:1         |
| Słowacja    | 0:4       | 1:1   | X        | 2:0   | 2:0         |
| Węgry       | 2:1       | 1:0   | 1:2      | X     | 1:0         |
| Azerbejdżan | 1:1       | 0:2   | 1:5      | 1:3   | X           |

#### Baraże o udział w EURO 2020
| 8 października 2020 20:45 CET                                 | Słowacja | 0:0 (dogr.) k. 4:2(0:0, 0:0, 0:0)Raport                     | Irlandia | Národný futbalový štadión, Bratysława Widzów: 0 Sędzia: Clément Turpin |
|                                                               |          |                                                             |          |                                                                        |
|                                                               |          | Rzuty karne                                                 |          |                                                                        |
| Marek Hamšík · Patrik Hrošovský · Lukáš Haraslín · Ján Greguš |          | Conor Hourihane · Robbie Brady · Alan Browne · Matt Doherty |          |                                                                        |

| 12 listopada 2020 20:45 CET | Irlandia Północna · Škriniar 88' (sam.) | 1:2 (dogr.)(0:1, 1:1, 1:1)Raport | Słowacja · 17' Kucka · 110' Ďuriš | Windsor Park, Belfast Widzów: 1060 Sędzia: Felix Brych |
|                             |                                         |                                  |                                   |                                                        |

## Liga Narodów 2020/2021

### Dywizja B, Grupa 2
| Zespół   | Pkt | M | W | R | P | Br+ | Br− | +/− |
| -------- | --- | - | - | - | - | --- | --- | --- |
| Czechy   | 12  | 6 | 4 | 0 | 2 | 9   | 5   | +4  |
| Szkocja  | 10  | 6 | 3 | 1 | 2 | 5   | 4   | +1  |
| Izrael   | 8   | 6 | 2 | 2 | 2 | 7   | 7   | 0   |
| Słowacja | 4   | 6 | 1 | 1 | 4 | 5   | 10  | -5  |

| 4 września 2020 20:45 CET | Słowacja · Schranz 89' | 1:3(0:0)Raport | Czechy · 49' Coufal · 54' (k.) Dočkal · 87' Krmenčík | Národný futbalový štadión, Bratysława Widzów: 0 Sędzia: Andris Treimanis |
|                           |                        |                |                                                      |                                                                          |

| 7 września 2020 20:45 CET | Izrael · Elmkies 90+2' | 1:1(0:1)Raport | Słowacja · 15' Ďuriš | Stadion Netanja, Netanja Widzów: 0 Sędzia: Nikola Dabanović |
|                           |                        |                |                      |                                                             |

| 11 października 2020 20:45 CET | Szkocja · Dykes 54' | 1:0(0:0)Raport | Słowacja | Hampden Park, Glasgow Sędzia: Davide Massa |
|                                |                     |                |          |                                            |

| 14 października 2020 20:45 CET | Słowacja · Hamšík 16' · Mak 38' | 2:3(2:0)Raport | Izrael · 68', 76', 89' Zahawi | Štadión Antona Malatinského, Trnawa Sędzia: Alejandro Hernández Hernández |
|                                |                                 |                |                               |                                                                           |

| 15 listopada 2020 15:00 CET | Słowacja · Greguš 32' | 1:0(1:0)Raport | Szkocja | Štadión Antona Malatinského, Trnawa Sędzia: István Kovács |
|                             |                       |                |         |                                                           |

| 18 listopada 2020 20:45 CET | Czechy · Souček 17' · Ondrášek 55' | 2:0(1:0)Raport | Słowacja | Doosan Arena, Pilzno Sędzia: Cüneyt Çakır |
|                             |                                    |                |          |                                           |

## Historia
Pierwsze oficjalne spotkanie reprezentacji w dziejach Słowacji zostało rozegrane za czasów Pierwszej Republiki. Słowacja 27 sierpnia 1939 wygrała w Bratysławie z Niemcami 2:0. Po II wojnie światowej wraz z odrodzeniem się Czechosłowacji została przywrócona wspólna kadra narodowa i Słowacja nie rozegrała przez ponad 50 lat żadnego meczu jako niepodległe państwo. Podczas okresu państwowości czechosłowackiej, Słowacy wielokrotnie stawali się kluczowymi zawodnikami reprezentacji. W drużynie, która zwyciężyła Mistrzostwa Europy 1976 ośmiu z jedenastu zawodników w finale przeciwko RFN było Słowakami.

## Udział w międzynarodowych turniejach
| 1900 | Nie brała udziału, była częścią Węgier         | Nie brała udziału, była częścią Węgier         |
| 1904 | Nie brała udziału, była częścią Węgier         | Nie brała udziału, była częścią Węgier         |
| 1908 | Nie brała udziału, była częścią Węgier         | Nie brała udziału, była częścią Węgier         |
| 1912 | Nie brała udziału, była częścią Węgier         | Nie brała udziału, była częścią Węgier         |
| 1920 | Nie brała udziału, była częścią Czechosłowacji | Nie brała udziału, była częścią Czechosłowacji |
| 1924 | Nie brała udziału, była częścią Czechosłowacji | Nie brała udziału, była częścią Czechosłowacji |
| 1928 | Nie brała udziału, była częścią Czechosłowacji | Nie brała udziału, była częścią Czechosłowacji |
| 1936 | Nie brała udziału, była częścią Czechosłowacji | Nie brała udziału, była częścią Czechosłowacji |
| 1948 | Nie brała udziału, była częścią Czechosłowacji | Nie brała udziału, była częścią Czechosłowacji |
| 1952 | Nie brała udziału, była częścią Czechosłowacji | Nie brała udziału, była częścią Czechosłowacji |
| 1956 | Nie brała udziału, była częścią Czechosłowacji | Nie brała udziału, była częścią Czechosłowacji |
| 1960 | Nie brała udziału, była częścią Czechosłowacji | Nie brała udziału, była częścią Czechosłowacji |
| 1964 | Nie brała udziału, była częścią Czechosłowacji | Nie brała udziału, była częścią Czechosłowacji |
| 1968 | Nie brała udziału, była częścią Czechosłowacji | Nie brała udziału, była częścią Czechosłowacji |
| 1972 | Nie brała udziału, była częścią Czechosłowacji | Nie brała udziału, była częścią Czechosłowacji |
| 1976 | Nie brała udziału, była częścią Czechosłowacji | Nie brała udziału, była częścią Czechosłowacji |
| 1980 | Nie brała udziału, była częścią Czechosłowacji | Nie brała udziału, była częścią Czechosłowacji |
| 1984 | Nie brała udziału, była częścią Czechosłowacji | Nie brała udziału, była częścią Czechosłowacji |
| 1988 | Nie brała udziału, była częścią Czechosłowacji | Nie brała udziału, była częścią Czechosłowacji |
| 1992 | Nie brała udziału, była częścią Czechosłowacji | Nie brała udziału, była częścią Czechosłowacji |
| 1996 | Nie zakwalifikowała się                        | Nie zakwalifikowała się                        |
| 2000 | Awans                                          | Faza grupowa                                   |
| 2004 | Nie zakwalifikowała się                        | Nie zakwalifikowała się                        |
| 2008 | Nie zakwalifikowała się                        | Nie zakwalifikowała się                        |
| 2012 | Nie zakwalifikowała się                        | Nie zakwalifikowała się                        |
| 2016 | Nie zakwalifikowała się                        | Nie zakwalifikowała się                        |
| 2020 |                                                |                                                |

| 1930 | Nie brała udziału, była częścią Czechosłowacji | Nie brała udziału, była częścią Czechosłowacji |
| 1934 | Nie brała udziału, była częścią Czechosłowacji | Nie brała udziału, była częścią Czechosłowacji |
| 1938 | Nie brała udziału, była częścią Czechosłowacji | Nie brała udziału, była częścią Czechosłowacji |
| 1950 | Nie brała udziału, była częścią Czechosłowacji | Nie brała udziału, była częścią Czechosłowacji |
| 1954 | Nie brała udziału, była częścią Czechosłowacji | Nie brała udziału, była częścią Czechosłowacji |
| 1958 | Nie brała udziału, była częścią Czechosłowacji | Nie brała udziału, była częścią Czechosłowacji |
| 1962 | Nie brała udziału, była częścią Czechosłowacji | Nie brała udziału, była częścią Czechosłowacji |
| 1966 | Nie brała udziału, była częścią Czechosłowacji | Nie brała udziału, była częścią Czechosłowacji |
| 1970 | Nie brała udziału, była częścią Czechosłowacji | Nie brała udziału, była częścią Czechosłowacji |
| 1974 | Nie brała udziału, była częścią Czechosłowacji | Nie brała udziału, była częścią Czechosłowacji |
| 1978 | Nie brała udziału, była częścią Czechosłowacji | Nie brała udziału, była częścią Czechosłowacji |
| 1982 | Nie brała udziału, była częścią Czechosłowacji | Nie brała udziału, była częścią Czechosłowacji |
| 1986 | Nie brała udziału, była częścią Czechosłowacji | Nie brała udziału, była częścią Czechosłowacji |
| 1990 | Nie brała udziału, była częścią Czechosłowacji | Nie brała udziału, była częścią Czechosłowacji |
| 1994 | Nie brała udziału, była częścią Czechosłowacji | Nie brała udziału, była częścią Czechosłowacji |
| 1998 | Nie zakwalifikowała się                        | Nie zakwalifikowała się                        |
| 2002 | Nie zakwalifikowała się                        | Nie zakwalifikowała się                        |
| 2006 | Nie zakwalifikowała się                        | Nie zakwalifikowała się                        |
| 2010 | Awans                                          | 1/8 finału                                     |
| 2014 | Nie zakwalifikowała się                        | Nie zakwalifikowała się                        |
| 2018 | Nie zakwalifikowała się                        | Nie zakwalifikowała się                        |
| 2022 | Nie zakwalifikowała się                        | Nie zakwalifikowała się                        |

| 1960 | Nie brała udziału, była częścią Czechosłowacji | Nie brała udziału, była częścią Czechosłowacji |
| 1964 | Nie brała udziału, była częścią Czechosłowacji | Nie brała udziału, była częścią Czechosłowacji |
| 1968 | Nie brała udziału, była częścią Czechosłowacji | Nie brała udziału, była częścią Czechosłowacji |
| 1972 | Nie brała udziału, była częścią Czechosłowacji | Nie brała udziału, była częścią Czechosłowacji |
| 1976 | Nie brała udziału, była częścią Czechosłowacji | Nie brała udziału, była częścią Czechosłowacji |
| 1980 | Nie brała udziału, była częścią Czechosłowacji | Nie brała udziału, była częścią Czechosłowacji |
| 1984 | Nie brała udziału, była częścią Czechosłowacji | Nie brała udziału, była częścią Czechosłowacji |
| 1988 | Nie brała udziału, była częścią Czechosłowacji | Nie brała udziału, była częścią Czechosłowacji |
| 1992 | Nie brała udziału, była częścią Czechosłowacji | Nie brała udziału, była częścią Czechosłowacji |
| 1996 | Nie zakwalifikowała się                        | Nie zakwalifikowała się                        |
| 2000 | Nie zakwalifikowała się                        | Nie zakwalifikowała się                        |
| 2004 | Nie zakwalifikowała się                        | Nie zakwalifikowała się                        |
| 2008 | Nie zakwalifikowała się                        | Nie zakwalifikowała się                        |
| 2012 | Nie zakwalifikowała się                        | Nie zakwalifikowała się                        |
| 2016 | Awans                                          | 1/8 finału                                     |
| 2020 | Awans                                          | Faza grupowa                                   |
| 2024 | Awans                                          | 1/8 finału                                     |

## Stroje
| Okres     | Producent      |
| --------- | -------------- |
| 1993–1995 | Le Coq Sportif |
| 1995–2005 | Nike           |
| 2006–2011 | Adidas         |
| 2012–2016 | Puma           |
| 2016–     | Nike           |

### Ewolucja strojów
Stroje domowe
| 2014-2016 | 2016 | 2016-2018 |  |

Stroje wyjazdowe
| 2014-2016 | 2016 | 2016-2018 |  |

## Aktualna kadra
26 osobowa kadra na Mistrzostwa Europy 2020, które odbywają się w dniach 11 czerwca 2021 – 11 lipca 2021. Występy i gole aktualne na 20 czerwca 2021.
| Nr         | Imię i nazwisko   | Data urodzenia       | Występy   | Gole      | Klub              |
| Bramkarze  | Bramkarze         | Bramkarze            | Bramkarze | Bramkarze | Bramkarze         |
| ---------- | ----------------- | -------------------- | --------- | --------- | ----------------- |
| 1          | Martin Dúbravka   | 15 stycznia 1989     | 28        | 0         | Newcastle United  |
| 12         | Dušan Kuciak      | 21 maja 1985         | 14        | 0         | Lechia Gdańsk     |
| 23         | Marek Rodák       | 13 grudnia 1996      | 6         | 0         | Fulham            |
| Obrońcy    |                   |                      |           |           |                   |
| 2          | Peter Pekarík     | 30 października 1986 | 103       | 2         | Herta BSC         |
| 3          | Denis Vavro       | 10 kwietnia 1996     | 12        | 1         | SD Huesca         |
| 4          | Martin Valjent    | 11 grudnia 1995      | 9         | 0         | RCD Mallorca      |
| 5          | Ľubomír Šatka     | 2 grudnia 1995       | 16        | 0         | Lech Poznań       |
| 14         | Milan Škriniar    | 11 lutego 1995       | 42        | 3         | Inter Mediolan    |
| 15         | Tomáš Hubočan     | 17 września 1985     | 72        | 0         | Omonia Nikozja    |
| 16         | Dávid Hancko      | 13 grudnia 1997      | 15        | 1         | Sparta Praga      |
| 24         | Martin Koscelník  | 2 marca 1995         | 7         | 0         | Slovan Liberec    |
| Pomocnicy  |                   |                      |           |           |                   |
| 6          | Ján Greguš        | 29 stycznia 1991     | 36        | 4         | Minnesota United  |
| 7          | Vladimír Weiss    | 30 listopada 1989    | 70        | 7         | Slovan Bratysława |
| 8          | Ondrej Duda       | 5 grudnia 1994       | 47        | 5         | 1. FC Köln        |
| 10         | Tomáš Suslov      | 7 czerwca 2002       | 4         | 0         | Groningen         |
| 11         | László Bénes      | 9 września 1997      | 6         | 1         | Augsburg          |
| 13         | Patrik Hrošovský  | 22 kwietnia 1992     | 38        | 0         | KRC Genk          |
| 17         | Marek Hamšík      | 27 lipca 1987        | 128       | 26        | IFK Göteborg      |
| 18         | Lukáš Haraslín    | 26 maja 1996         | 17        | 1         | Sassuolo Calcio   |
| 19         | Juraj Kucka       | 26 lutego 1987       | 85        | 10        | Parma Calcio      |
| 20         | Róbert Mak        | 8 marca 1991         | 68        | 14        | Ferencvárosi TC   |
| 22         | Stanislav Lobotka | 25 listopada 1994    | 28        | 3         | SSC Napoli        |
| 25         | Jakub Hromada     | 25 maja 1996         | 3         | 0         | Slavia Praga      |
| Napastnicy |                   |                      |           |           |                   |
| 9          | Róbert Boženík    | 18 listopada 1999    | 16        | 4         | Feyenoord         |
| 21         | Michal Ďuriš      | 1 czerwca 1988       | 58        | 7         | Omonia Nikozja    |
| 26         | Ivan Schranz      | 13 września 1993     | 8         | 1         | Jablonec          |

## Rekordziści
Kolorem niebieskim zaznaczono wciąż aktywnych piłkarzy
| Lp. | Zawodnik        | Lata gry w kadrze | Mecze | Bramki |
| --- | --------------- | ----------------- | ----- | ------ |
| 1.  | Marek Hamšík    | 2007–             | 134   | 26     |
| 2.  | Peter Pekarík   | 2006–             | 108   | 2      |
| 3.  | Miroslav Karhan | 1995–2011         | 107   | 14     |
| 4.  | Martin Škrtel   | 2004–2019         | 104   | 6      |
| 5.  | Ján Ďurica      | 2004–2017         | 91    | 4      |
| 6.  | Juraj Kucka     | 2008–             | 85    | 10     |
| 7.  | Róbert Vittek   | 2001–2016         | 82    | 23     |
| 8.  | Tomáš Hubočan   | 2006–             | 72    | 0      |
| 9.  | Vladimír Weiss  | 2009–             | 70    | 7      |
| 10. | Róbert Mak      | 2013–             | 69    | 14     |

| Lp. | Zawodnik         | Lata gry w kadrze | Bramki | Mecze |
| --- | ---------------- | ----------------- | ------ | ----- |
| 1.  | Marek Hamšík     | 2007–             | 26     | 134   |
| 2.  | Róbert Vittek    | 2001–2016         | 23     | 82    |
| 3.  | Szilárd Németh   | 1996–2006         | 22     | 59    |
| 4.  | Miroslav Karhan  | 1995–2011         | 14     | 107   |
| 4.  | Marek Mintál     | 2002–2009         | 14     | 45    |
| 4.  | Róbert Mak       | 2013–             | 14     | 68    |
| 7.  | Stanislav Šesták | 2004–2016         | 13     | 66    |
| 7.  | Adam Nemec       | 2006–2019         | 13     | 43    |
| 9.  | Peter Dubovský   | 1994–2000         | 12     | 33    |
| 10. | Juraj Kucka      | 2008–             | 10     | 85    |

## Selekcjonerzy od 1992
- 1992–1993:  Jozef Jankech
- 6 kwietnia 1993 – 15 czerwca 1995:  Jozef Vengloš
- 4 lipca 1995 – 23 października 1998:  Jozef Jankech
- 10 listopada 1998:  Dušan Radolský (tymczasowo)
- 1 stycznia 1999 – 23 lutego 1999:  Dušan Galis
- 26 lutego 1999 – 30 listopada 2001:  Jozef Adamec
- 21 czerwca 2001 – 25 czerwca 2001:  Stanislav Griga (tymczasowo)
- 1 lutego 2002 – 31 grudnia 2003:  Ladislav Jurkemik
- 1 stycznia 2004 – 12 października 2006:  Dušan Galis
- 2 listopada 2006 – 30 czerwca 2008:  Ján Kocian
- 7 lipca 2008 – 31 stycznia 2012:  Vladimír Weiss
- 1 stycznia 2012 – 29 lutego 2012:  Michal Hipp (tymczasowo)
- 26 kwietnia 2012 – 13 czerwca 2013:  Stanislav Griga i  Michal Hipp
- 2 lipca 2013 – 14 października 2018:  Jan Kozak
- 15 października 2018 – 21 października 2018:  Štefan Tarkovič (tymczasowo)
- 22 października 2018 – 16 października 2020:  Pavel Hapal
- 14 października 2020:  Oto Brunegraf (tymczasowo)
- od 20 października 2020:  Štefan Tarkovič